# امادجوئاک
امادجوئاک (به انگلیسی: Amadjuak) یک منطقهٔ مسکونی در کانادا است که در نوناووت واقع شده‌است.